# Геонаслеђе
Геонаслеђе су све геолошке, геоморфолошке, педолошке и археолошке вредности које настају у току формирања литосфере. Појмом геонаслеђе су обухваћена природна добра са доминантно израженим геолошким, геоморфолошким, педолошким и археолошким обележјима.Геонаслеђе Србије, његово очување и заштита представљају значајан део савременог концепта заштите природе. Од самог почетака, односно оснивања Завода геолошко наслеђе Србије се штити. О чему сведоче уредбе о заштити природних објеката геонаслеђа донете још 50-их година прошлог века (Велика и Мала Рипаљка, Пребреза, Ресавска пећина...). Током свог вишедеценијског рада, дужег од педесет година, Завод за заштиту природе Србије је развио мрежу заштићених објеката на читавој територији Републике и допринео да се и геонаслеђе сврста као неодвојива компонента природних вредности. Напредак је започет 90-их година, када су у ову делатност укључени еминентни стручњаци свих геодисциплина.Највећи замах је учињен када се формирала међународна асоцијација које се баве идентификовањем и приказивањем објеката геонаслеђа, као што је Европска асоцијација за конзервацију геолошког наслеђа чија је чланица и наша земља.Инвентар објеката геонаслеђа обухвата око 650 геолошких, палеонтолошких, геоморфолошких, спелеолошких и неотектонских објеката. Завод је до сада заштитио око 80 објеката геонаслеђа, углавном спелеолошког карактера. У сарадњи са Националним саветом за геонаслеђе, Рударско-геолошким факултетом, Географским факултетом и другим институцијама које се баве проучавањем Земље, Завод за заштиту природе Србије је успоставио мрежу сарадње, промоције и популаризације геонаслеђа у нас. Тако је 2004. године, када је наша земља у том периоду била председавајућа Радне групе за југоисточну Европу ПроГЕО (ProGEO WG1), организован Други научни скуп о геонаслеђу Србије са међународним учешћем, који је био од великог научног и стручног значаја за утврђивање стања геонаслеђа Србије.

## Појам геонаслеђе
Сам термин гео-наслеђе створен је у новија времена, али га препознајемо још у стручним радовима написаним крајем 19. века. Гео-наслеђе представља угледни примерак геодиверзитета, а његово учестало појављивање се дефинише као мали део укупног геодиверзитета. Једна од најбољих дефиниција гласи:
„Гео-наслеђе Србије чине све геолошке, геоморфолошке, педолошке и посебне археолошке вредности настале у току формирања литосфере, њеног морфолошког уобличавања и међузависности природе и људских култура, које због изузетног научног и културног значаја, као део јединственог геонаслеђа Европе односно света, морају бити посебна брига свих друштвених фактора.“

## Геолошке грађа
Геолошка грађа подразумева састав, старост и склоп дела терена. Приказује се геолошком картом.

## Класификација објекта гео-наслеђа
У Европи од деведесетих година 20. века, на иницијативу Европске асоцијације за конверзацију геолошког наслеђа (ПроГЕО) прихваћена подела геодиверзитета, односно објекта гео-наслеђа која се и код нас уобичајила:
- Палеобиолошки-макро-и микрофауна, флора, трагови, биохемијски;
- Геоморфолошки-предели, пећине, вулкани, водопади, циркови, карст;Колешински водопади, Колешино, Струмица, Македонија
- Палеоеколошки-некадашњи климати, глобална седиментна геологија, фосилни индикатори;
- Магматско, метаморфно и седиментно петролошки, текстурни и структурни
- Стратиграфски-догађаји, секвенце, стратотипови горњих граница, палеомагнетски догађаји
- Минералошки
- Економски- сви типови, интрузивни, изливи, металична и неметалична лежишта, рудници и каменоломи
- Остало- историјски, за развој геолошке науке

## Угроженост објеката Гео-наслеђа
Угроженост гео-наслеђа видимо на основу промена механичких особина стена, хемијског састава воде и тла, облика рељефа, интензитету геопроцеса, количини седимената, стена или сировина у лежишту и бројним другим манифестацијама.Фактори који угрожавају гео-наслеђе могу бити:
- природни (деградациони гео-процеси; утицај егзогених сила, измена физичких и хемијских карактеристика)
- изазивани људским активностима (експлоатација; изградња; контаминација; колекционарство...)

| Гео-наслеђе                     | Карактеристике                                                        |
| ------------------------------- | --------------------------------------------------------------------- |
| Количина ресурса                | Ограничена и издиференцирана                                          |
| Употребљивост ресурса           | Општа и свакодневна                                                   |
| Угроженост и осетљивост ресурса | Делимична                                                             |
| Обновљивост ресурса             | Опште узев не постоји, изузев лежишта подземних вода и природног гаса |

## Заштита гео-наслеђа
Први предлог за заштиту гео-наслеђа изречен је 1924. године од стране П. Павловића, из Природњачког музеја Српске земље, а говори о Злотској пећини у околини Бора. Међутим услед непостојања институционалног оквира никаква правна и физичка заштита овог или неког другог локалитета у Србији није била могућа, све до 1948. године када је основан Завод за заштиту природе Србије.До сада је у Србији заштићено око 80 објеката гео-наслеђа, од којих су већина геоморфолошког карактера.Неки од тих заштићених објеката су: Ресавска пећина, Стопића пећина, Руговска клисура,Велика прераст на Вратни...

### Процедура заштите гео-наслеђа
Заштита неког објекта гео-наслеђа у Србији спроводи се у неколико етапа. Прва и најважнија је селекција објеката, за њу су задужени стручњаци и професори Универзитета у оквиру радних група које састављају Инвентар гео-наслеђа Србије.Рад на интервенисању геонаслеђа покренут је у Националном савету за гео-наслеђе 1996. године и од тада је издвојено преко 500 објеката. Друга фаза је утврђивање стања објекта гео-наслеђа коју спроводе сарадници Завода за заштиту природе Србије. Затим се саставља предлог за заштиту у виду елабората или студије.Тај предлог се разматра у Скупштини општине или Владе Републике Србије у зависности од категорије вредности, они доносе акт о заштити у којем је утврђен и стваралац.Задња, трећа фаза, представља најважнији сегмент заштите јер Стваралац природног добра врши уређивање објекта, обележавање заштићеног природног добра, припрема програм заштите и развоја и обезбеђује промотивне акције и презентације природног добра.